# Casa del Reloj
La denominada Casa del Reloj fue antiguamente el Pabellón de Servicios Centrales del Matadero y Mercado Municipal de Ganados de Madrid. Se encuentra ubicada en el distrito de Arganzuela en el Paseo de la Chopera (6 y 10). En la actualidad es el Centro Cultural Casa del Reloj, así como la Junta Municipal del Distrito de Arganzuela.

## Historia
El antiguo matadero y mercado de ganados se construyó entre 1910 y 1925, por encargo del Ayuntamiento, bajo la dirección de Luis Bellido. En 1982 se traslada la sede de la Junta Municipal de Arganzuela a La Casa del Reloj. Se habilitan sus dependencias para que proporcione servicios una residencia de ancianos.